# Thềm băng

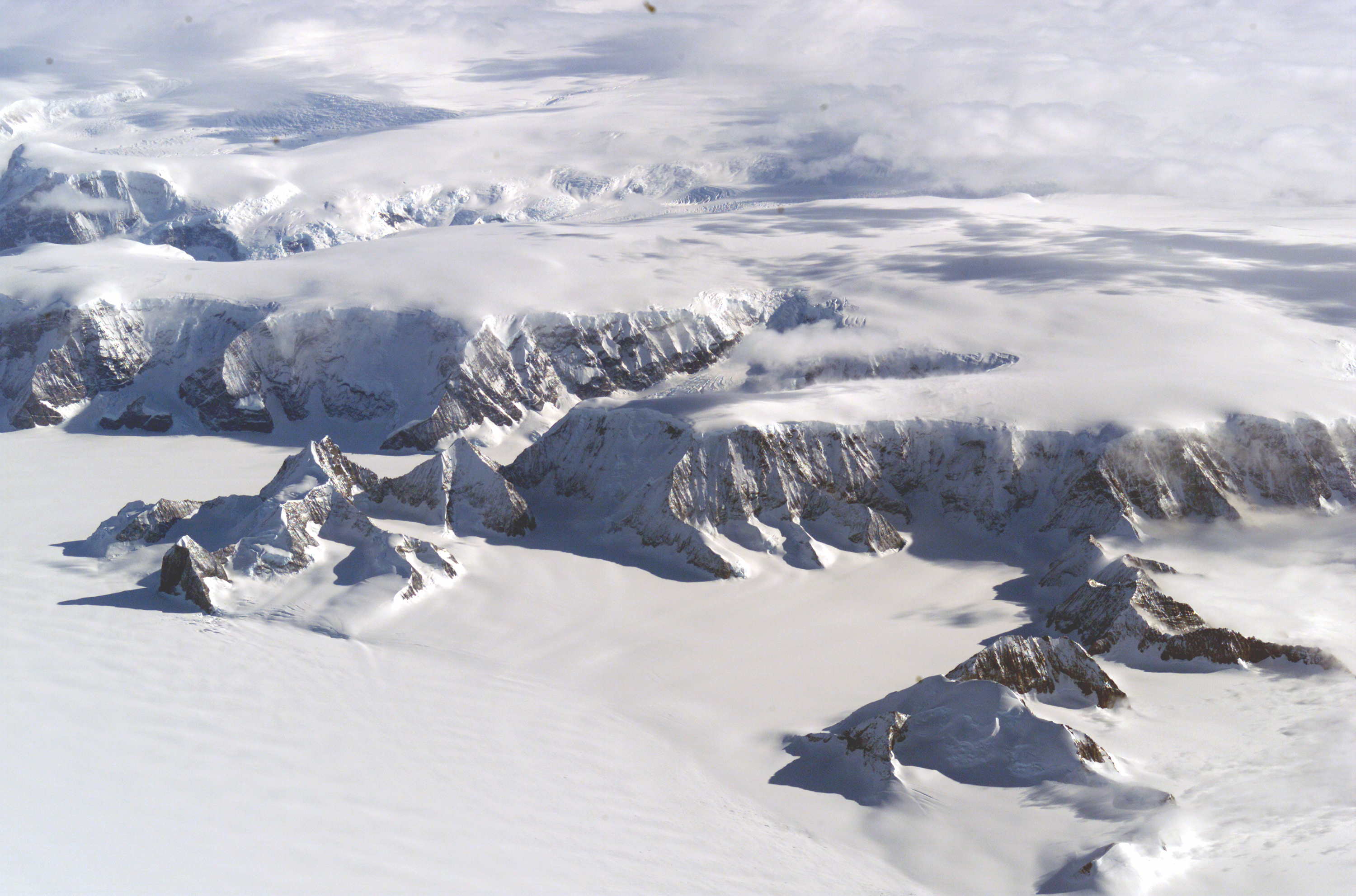
Thềm băng Larsen ở Châu Nam Cực

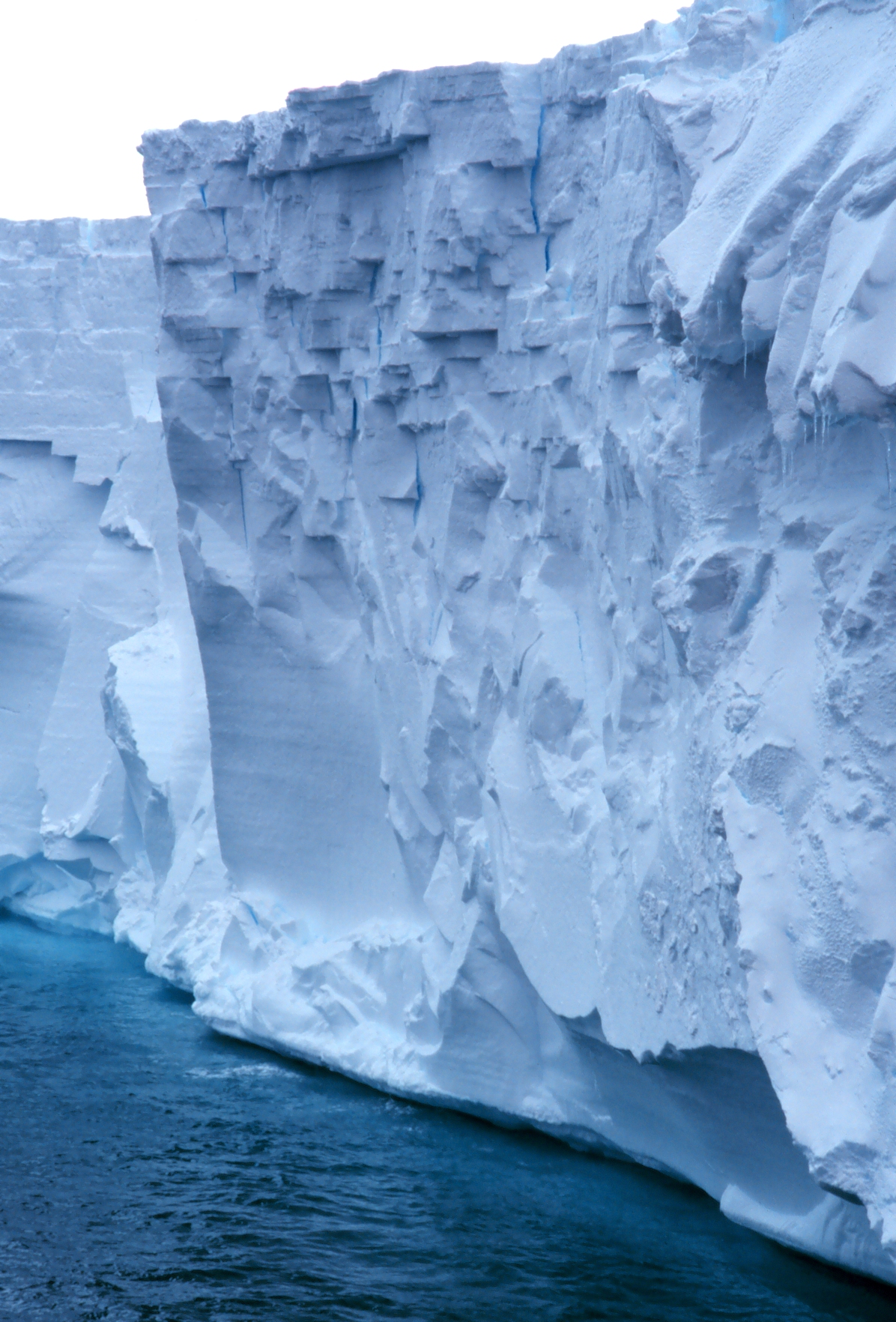
Cận cảnh thềm băng Ross

Thềm băng là một tảng băng nổi dày tạo ra nơi sông băng hoặc tấm băng chảy xuống một bờ biển và lên bề mặt đại dương. Các thềm băng chỉ được tìm thấy ở Nam Cực, Greenland và Canada. Các ranh giới giữa các tảng băng nổi và nước đá (nằm nền đá) đỡ nó được gọi là đường tiếp đất. Chiều dày của các dải băng dao động từ khoảng 100 đến 1000 mét.
Ngược lại, băng biển được hình thành trên mặt nước, mỏng hơn rất nhiều (thường là ít hơn 3m), và tạo ra trên toàn Bắc Băng Dương. Nó cũng được tìm thấy ở vùng biển phía Nam xung quanh lục địa Nam Cực.
Các thềm băng chủ yếu được thúc đẩy bởi áp suất do áp lực gây ra từ từ băng trên mặt đất. Dòng chảy đó liên tục di chuyển băng từ đường tiếp đất phía trước hướng ra biển của thềm lục địa. 
Ngược lại mật độ giữa nước đóng băng, mà là dày đặc hơn so với băng bình thường, và nước lỏng có nghĩa là chỉ có khoảng 1/9 của những khối băng trôi trên bề mặt đại dương. Thềm băng lớn nhất thế giới là thềm băng Ross và thềm băng Filchner-Ronne ở Nam Cực.